# 伯姆 (石勒苏益格-荷尔斯泰因州)
伯姆（德語：Börm）是德国石勒苏益格－荷尔斯泰因州的一个市镇。总面积18.71平方公里，总人口736人，其中男性392人，女性344人（2011年12月31日），人口密度39人/平方公里。